# Јанко Родин
Јанко Родин (Каштел Лукшић 9. септембар 1900 — Сплит 15. септембар 1974) је бивши југословенски фудбалер.
Поникао је у редовима сплитског Хајдука, почео је да игра одмах после Првог светског рата у одбрани на месту бека и халфа. Бранио је боје сплитских „билих“ на првом државном првенству 1923. године и до 1931, кад је престао да игра, одиграо је укупно 251 утакмицу и постигао 35 голова. Са Хајдуком је 1929. освојио државно првенство.
Кад је као царински службеник радио у Београду, играо је неко време и за БСК и четири пута обукао дрес репрезентације Београда.
Одиграо је четири утакмице за репрезентацију Југославије, три као члан Хајдука и једну као играч БСК-а. Дебитовао је 10. фебруара 1924. у сусрету против Аустрије (1:4) у Загребу као центархалф, а последњу утакмицу одиграо је 3. октобра 1926. против Румуније (2:3) такође у Загребу.
По завршеку играчке каријере у два пута био је председник Хајдука. У првом, од 1939. до 1941. кад је Хајдук престао са радом, а после тога 1944—1945. Био је на челу 13 чланова Хајдука који су успели да побегну из окупираног Сплита 23. априла 1944. и после десет дана пробијања кроз далматински крш стигли наоружаним партизанским бродом „Топчидер“ на ослобођени Вис. На скупштини 7. маја 1944, Хајдук је добио име: „Хајдук тим НОВЈ и ПОЈ“.
Као играч Фудбалске репрезентације Југославије од 8. фебруара 1924. — 5. октобра 1926. играо је у следећим утакмицама:
| Ред бр. | Датум               | 1, репрезентацја | Резултат  | 2. Репрезентација | Место  | Врста           |
| ------- | ------------------- | ---------------- | --------- | ----------------- | ------ | --------------- |
| 1.      | 10. фебруар 1924.   | Краљевина СХС    | 1:4 (0:1) | Аустрија          | Загреб | Пријатељска     |
| 2.      | 26. мај 1924.       | Краљевина СХС    | 0:7 (0:3) | Уругвај           | Париз  | Олимпијске игре |
| 3.      | 28. септембар 1924. | Краљевина СХС    | 0:2 (0:0) | Чехословачка      | Загреб | Пријатељска     |
| 4.      | 5. октобар 1926.    | Краљевина СХС    | 2:3 (0:1) | Румунија          | Загреб | КПЗ             |

### Биланс играња у репрезентацији
| Година  | Играла | Добила | Нерешила | Игубила | Голова дала | Голова примила | Гол-разлика |
| ------- | ------ | ------ | -------- | ------- | ----------- | -------------- | ----------- |
| 1924/26 | 4      | 0      | 0        | 4       | 3           | 16             | -13         |

## Трофеји

### Хајдук Сплит
- Првенство (1): 1929.